# 엘리자베스 시대
엘리자베스 시대는 잉글랜드의 역사에서 튜더 시대 가운데 엘리자베스 1세(1558-1603)의 치세를 뜻한다. 역사가들은 보통 이 시대를 영국사의 황금기로 부른다. 브리타니아(영국을 의인화한 여성)라는 상징은 1572년 처음으로 사용되었고, 그이후로 고전적 이상, 국제적 확장, 에스파냐와의 해군 경쟁 승리 등, 국가적 긍지를 고무시킨 르네상스로서의 엘리자베스 시대를 표현하는 데에 보통 쓰이고 있다. 역사가 존 가이(1988)는 수천년간 어떤 시절보다도 “잉글랜드는 튜더 왕조하에서 경제적으로 강성해지고, 더욱 발전하였으며 더 낙천적으로 변화했다고 주장한다.
이 “황금기” 동안 잉글랜드 르네상스는 정점을 맛보았으며, 시, 음악, 문학의 전성기를 겪었다. 이 시대는 연극으로 가장 유명한데, 윌리엄 셰익스피어와 다른 극작가들은 잉글랜드 연극의 전 양식과 단절하여 여러 희곡들을 써냈다. 이 시대는 탐험과 해외 확장의 시대요, 잉글랜드 본국에서는 무적함대를 물리친 이후부터 확실하게 종교 개혁이 당대 민중들에게 받아들여졌다. 이 시대는 또한 잉글랜드가 스코틀랜드와 왕실 연합 체제가 되기 이전 별개의 왕국으로 존속했던 마지막 시대이다.
엘리자베스 시대는 전 시대와 이후의 왕조하고는 확연한 차이를 보인다. 이 시대는 잉글랜드 종교 개혁 및 신・구교도간의 종교 투쟁과, 16세기의 잔여물을 휩쓸어버린 의회와 왕실간의 정치 투쟁 사이에 위치한, 국내가 평화롭던 짧은 시기이다. 이 시기에는 엘리자베스의 종교적 타협으로 인하여 신・구교도간의 분리가 확정되었고, 의회는 왕실 절대주의에 맞설만큼 아직 강하지 않았다.
이 시기 잉글랜드는 유럽의 타 국가와 비교해서 순조로운 시기를 보냈다. 이탈리아 르네상스는 에스파냐의 이탈리아 반도 통치라는 영향으로 막을 내렸다. 프랑스는 국내 종교 전쟁에 휘말려 1598년에야 신교도에게 관용을 주는 낭트 칙령을 통해 (일시적으로) 타협을 보았다. 앞서 열거한 것들로 인하여, 또 잉글랜드가 유럽 대륙에서 마지막으로 쥐고 있던 전초지를 에스파냐의 테르시오에 의하여 빼앗긴 점에 의하여, 프랑스와 잉글랜드간의 세기에 걸친 투쟁은 엘리자베스 시대에 대부분 식어가게 된다.
이 시기 잉글랜드 제일의 적수는 에스파냐로, 잉글랜드는 에스파냐와 유럽과 아메리카 대륙에서 수차례 국지전을 벌이며 결국 1585년부터 1604년까지 잉글랜드-에스파냐 전쟁의 도화선에 불을 붙이게 된다. 1588년 무적함대로 잉글랜드를 침공하고자 했던 펠리페 2세의 시도는 잘 알려진 바와 같이 실패했으나, 이후 포르투갈, 아너레스, 1589년의 드레이크-노리스 원정에서 실패를 거듭하며 전쟁의 너울은 잉글랜드쪽으로 덮쳐왔다. 이후 에스파냐는 잉글랜드 통치에 저항하던 아일랜드 가톨릭들을 지원했으나, 에스파냐의 육해군은 잉글랜드의 연속된 반격으로 고통을 입었다. 이러한 사건들은 잉글랜드 재무부와 엘리자베스의 신중한 지도하에 조심스레 복구되고 있었던 잉글랜드 경제를 모두 소모시켰다. 잉글랜드의 상업적・영토적 확장은 엘리자베스 여왕이 사망한 다음 해에 조인된 런던 조약으로 제한되었다.
이 시기 잉글랜드는 중앙집권적이며 체계화되었으며 효율적인 정부를 꾸려갔는데, 이는 주로 헨리 7세와 헨리 8세와 더불어 반대자에게 가혹한 형벌로 응수하던 엘리자베스가 벌인 개혁의 결과라 할 수 있다. 경제적으로 잉글랜드는 대서양 무역의 새 시대에 큰 이득을 보기 시작했으면서도 여전히 에스파냐의 부를 빼앗는 해적이었다.

## 고급 문화

### 연극

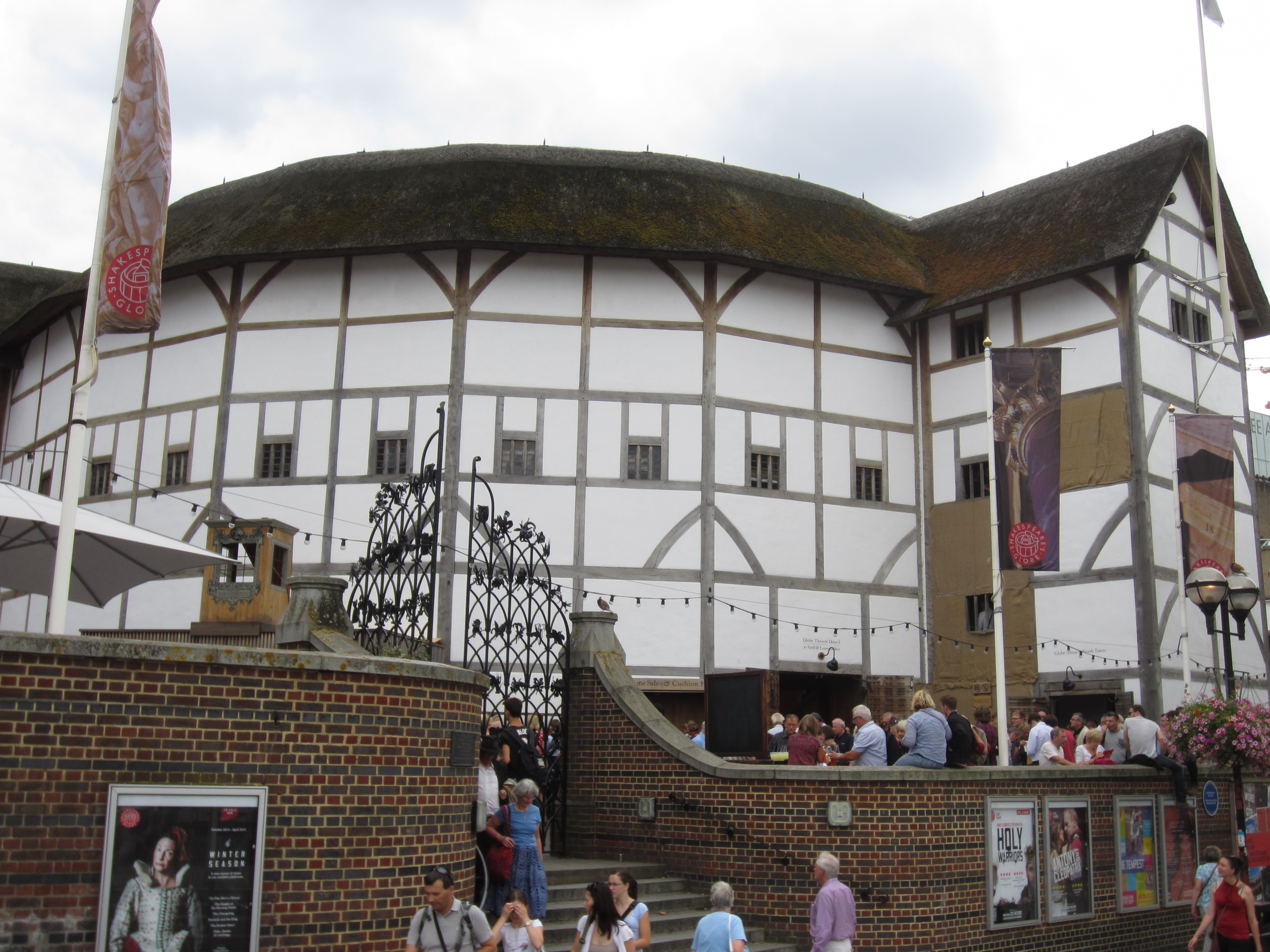
1599년 처음으로 건립되어 셰익스피어가 사용한 런던의 글로브 극장의 복원

전성기 시절 윌리엄 셰익스피어, 크리스토퍼 말로, 기타 여러 극작가들로 배우들과 극장은 항상 바빴으며, 엘리자베스조 르네상스의 고급 문화는 바로 이 연극에서 가장 잘 표현되었다. 특히 역사적 주제가 인기를 끌었으며, 일반 희극과 비극은 두말할 필요도 없다.

### 음악
방랑 음악가들은 궁정에서, 교회에서, 지방 저택에서, 지역 축제에서 크게 잘나갔다. 이 시기 중요 작곡가로는 윌리엄 버드 (1543–1623), 존 다울런드 (1563–1626) 토머스 캠피언 (1567–1620), 로버트 존슨 (c. 1583–c. 1634) 등이 있다. 작곡가들은 궁정과 교회의 의뢰를 받았고, 두 주류 양식, 마드리갈과 에어를 주로 사용했다. 당시 대중 문화는 민요와 발라드(이야기가 담긴 민요)에 대하여 큰 흥미를 보였다. 19세기 후반에는 이러한 옛 노래들을 모으고, 부르는 것이 유행하였다.

### 회화
이탈리아와 유럽 대륙의 타 국가들과 달리 잉글랜드에서는 르네상스가 늦게 발흥했다고 보통 여겨진다. 튜더 왕조와 스튜어트 왕조 시절 잉글랜드의 회화는 헨리 8세 치세의 한스 홀바인에서 찰스 1세 치세의 안토니 반다이크까지 외국에서 수입해온 재능꾼들이 지배했다. 이러한 일반적인 유행과는 달리, 잉글랜드 고유의 회화 사조들도 발달하였다. 엘리자베스 시절, 여왕의 "세밀화가이자 금세공인"이었던 니컬러스 힐리어드가 이 고유 발전에 있어 가장 널리 알려진 인물이다. 허나 조지 가우어 역시 그에 대한 정보와 경력, 그가 남긴 작품들이 알려지며 큰 관심과 찬사를 받기 시작했다.

## 참고 문헌
- Arnold, Janet: Queen Elizabeth's Wardrobe Unlock'd (W S Maney and Son Ltd, Leeds, 1988) ISBN 0-901286-20-6
- Ashelford, Jane. The Visual History of Costume: The Sixteenth Century. 1983 edition (ISBN 0-89676-076-6)
- Bergeron, David, English Civic Pageantry, 1558–1642 (2003)
- Black, J. B. The Reign of Elizabeth: 1558–1603 (2nd ed. 1958) survey by leading scholar 온라인 판본 보관됨 2012-05-22 - 웨이백 머신
- Digby, George Wingfield. Elizabethan Embroidery. New York: Thomas Yoseloff, 1964.
- Elton, G.R. Modern Historians on British History 1485-1945: A Critical Bibliography 1945-1969 (1969), annotated guide to history books on every major topic, plus book reviews and major scholarly articles; pp 26–50, 163-97. online
- Fritze, Ronald H., ed. Historical Dictionary of Tudor England, 1485-1603 (Greenwood, 1991) 595pp.
- Hartley, Dorothy, and Elliot Margaret M. Life and Work of the People of England. A pictorial record from contemporary sources. The Sixteenth Century. (1926).
- 로널드 허튼:The Rise and Fall of Merry England: The Ritual Year, 1400–1700, 2001. ISBN 0-19-285447-X
- Morrill, John, ed. The Oxford illustrated history of Tudor & Stuart Britain (1996) online; survey essays by leading scholars; heavily illustrated
- Shakespeare's England. An Account of the Life and Manners of his Age (2 vol. 1916); essays by experts on social history and customs vol 1 online
- Singman, Jeffrey L. Daily Life in Elizabethan England (1995) 온라인 판본 보관됨 2008-04-10 - 웨이백 머신
- Strong, Roy: The Cult of Elizabeth (The Harvill Press, 1999). ISBN 0-7126-6493-9
- Wagner, John A. Historical Dictionary of the Elizabethan World: Britain, Ireland, Europe, and America (1999) 온라인 판본
- Wilson, Jean. Entertainments for Elizabeth I (Studies in Elizabethan and Renaissance Culture) (2007)
- Wright Louis B. Middle-Class Culture in Elizabethan England (1935) 온라인 판본
- Yates, Frances A. The Occult Philosophy in the Elizabethan Age. London, Routledge & Kegan Paul, 1979.
- Yates, Frances A. Theatre of the World. Chicago, University of Chicago Press, 1969.